# Sistema cristalino ortorrômbico
O sistema cristalino ortorrômbico caracteriza-se por três eixos cristalográficos mutuamente perpendiculares, mas cada um com um comprimento. Possui três eixos binários de rotação ou um eixo de rotação binário e dois planos de imagem reflexa. Permite 59 grupos espaciais. Produz estruturas de grande complexidade tendo como característica comum a todos os cristais deste sistema o apresentarem, ao menos, um eixo binário de simetria.
Compreende 28,6 % das espécies minerais conhecidas, sendo exemplos topázio, crisoberilo e zoisita.
| Ortorrômbico simples | Ortorrômbico bases centradas  | Ortorrômbico corpo centrado  | Ortorrômbico faces centradas |
| Orthohombic, simple  | Ortorrômbico, bases centradas | Ortorrômbico, corpo centrado | Ortorrômbico, faces centrdas |

- Os grupos pontuais deste sistema cristalográfico:

| nome                     | internacional                    | Schoenflies | exemplo |
| ortorrômbico bipiramidal | {\displaystyle {\frac {2}{m}}mm} | D2h         | Enxofre |
| ortorrômbico piramidal   | {\displaystyle 2mm}              | C2v         |         |
| ortorrômbico esfenoidal  | 222                              | D2          |         |